# Velika Drenova
Velika Drenova (en serbe cyrillique : Велика Дренова) est une localité de Serbie. Elle est située dans la municipalité de Trstenik, district de Rasina. Au recensement de 2011, elle comptait 2 349 habitants.
Velika Drenova est officiellement classée parmi les villages de Serbie.

## Géographie
Velika Drenova est située sur les bords de la Morava, un affluent du Danube. La ville est réputée pour ses vignobles depuis l’époque romaine. Elle est, encore aujourd’hui, le centre de la plus importante production de raisin du pays.

## Histoire
Velika Drenova conserve des vestiges de la période néolithique. Une des premières mentions de la localité remonte au XIVe siècle. Le prince Lazar Hrebeljanović avait coutume de s’y arrêter pour boire l’eau de ses sources.
Plus récemment, Velika Drenova est connue pour être la ville natale de l’écrivain Dobrica Ćosić (ou Dobritsa Tchossitch), membre de l'Académie serbe des sciences et des arts, qui fut, en 1992, le premier Président de la République fédérale de Yougoslavie.

## Démographie

### Évolution historique de la population
| 1948  | 1953  | 1961  | 1971  | 1981  | 1991  | 2002  | 2011  |
| ----- | ----- | ----- | ----- | ----- | ----- | ----- | ----- |
| 3 181 | 3 196 | 3 314 | 3 217 | 3 154 | 2 959 | 2 719 | 2 349 |

|  |